# 보성 은봉종택과 대계서원 고문서 일괄
보성 은봉종택과 대계서원 고문서 일괄(寶城 隱峰宗宅과 大溪書院 古文書 一括)은 대한민국 전라남도 보성군 보성읍에 있는 조선 시대의 문강공 은봉(隱峰) 안방준(安邦俊)의 종택과 고문서이다.
2009년 12월 31일 전라남도의 유형문화재 제303호로 지정되었다.

## 개요
문강공 은봉(隱峰) 안방준(安邦俊, 1573~1654)은 호남을 대표하는 유학자이다. 20세에 임진왜란을 당해 박광전과 함께 의병을 일으켰고, 정묘호란과 병자호란에도 격문을 띄워 근왕(勤王)의 의기(義旗)를 높이 세웠다.
임진․정유왜란과 관련된 ｢진주서사(晋州敍事)｣, ｢삼원기사(三寃記事)｣, ｢호남의록(湖南義錄)｣, ｢임진기사(壬辰記事)｣, 사림정신을 고취한 ｢기묘유적(己卯遺蹟)』, ｢항의신편(抗義新編)』, 동서 분당과 관련된 ｢혼정편록(混定編錄)』, ｢기축기사(己丑記事)｣ 등의 저술을 남겨 절의정신을 고무시키고 배운 것을 올바르게 실천하는 참된 선비의 길을 제시하고 있다.
죽산안씨는 안방준의 5대조[安民]에 보성으로 입향하였으며, 은봉의 종택(宗宅)은 대대로 보성군 보성읍 우산리 473에 있었고, 소장 자료들은 은봉 맏아들 안후지(安厚之, 1590~1664) 계통의 역대 종손들이 보존, 전승해 왔다. 1657년(효종 8) 건립되어 1704년(숙종 30)에 사액된 대계서원(大溪書院)의 관련자료도 보관되어 있다. 은봉 종택 소장 자료는 안방준(安邦俊) - 안후지(安厚之) - 안전(安峑, 1614~1686) - 안두상(安斗相, 1614~1686) 대(代)에 남겨진 간찰첩본, 교지 등과 안세현(安世賢, 1660~1716) - 안창노(安昌老, 1682~1752) - 안처악(安處岳, 1725~1750) - 안명대(安命大, 1750~1795) - 안권(安權, 1773~1853)- 안영환(安永煥, 1812~1882) - 안규삼(安圭三) - 안종묵(安鍾黙) - 안옥순(安玉淳, 1875~1935- 안병문(安秉文) 대의 사회활동과 문중활동에 관계된 간찰과 각종 고문서들이다. 그리고 대계서원 관련 고문서 등 150점(간찰 첩본 4, 고문서 142, 대계서원 문서 4)이다.
간독류(4책)는 안방준과 교유한 명현들의 편지를 엮어놓은 첩본(諸賢簡牘), 은봉과 그의 아들, 손자, 증손자들과 교유한 명현들의 편지(先儒往復[諸賢簡牘]), 은봉과 인척을 맺었던 성문준(成文濬, 우계 성혼成渾의 아들) 집안의 편지와 은봉 자신과 후손들의 편지(內外先祖手蹟), 고종 원년(1864)에 대계서원에서 『은봉전서』를 간행 배포할 때 받은 답장 편지(簡牘) 등이다. 당대 학자들의 교유 관계, 조선조의 정치상황, 선비들의 출처관(出處觀), 친인척 간의 교유를 이해하는 데 매우 중요한 자료이며, 서예사적 가치도 있다.
대계서원 관련 문서는 대계서원진신장의안(大溪書院搢紳掌議案) 등 조선후기의 기록자료로서 사액서원의 운영현황을 파악할 수 있는 유일한 자료라는 점과 조선 후기 사회의 한 면모를 파악할 수 있는 소중한 자료라는 점에서 학술적 의의가 크다. 가치가 있다.
고문서 가운데 교지류는 안방준(安邦俊) - 안후지(安厚之) - 안전(安峑) - 안두상(安斗相) 등 4대에 걸친 차첩, 교첩, 유지, 교지 등으로 당시 제도를 알 수 있는 자료이다. 명문류는 1600년대 후반에서 등 1800년대 후반에 이르는 문서로서 매매관행과 제도를 알 있는 고문서이다. 소지류는 『은봉전서』간행과 관련하여 문파(門派) 간의 분쟁을 조정하기 위한 문서와 산송(山訟)이나 계(契), 위선(爲先) 사업과 관련된 문서들이다. 이 문서들은 조선조 후기에 한 종가의 역사와 생활세계를 알 수 있는 자료이다.
보성의 은봉 안방준 종가와 대계서원에 소장된 고문서는 선현의 간찰, 대계서원 문서, 안방준과 그 후손관 관련되는 교지류와 호적문서, 그리고 명문류와 소지류 등이다. 이들 문서는 조선조의 정치상황, 선비들의 출처관(出處觀), 친인척 간의 교유, 인물교류사, 사액서원의 운영, 종가를 중심으로 한 생활사 등 조선후기 제도사와 향촌사회사를 이해하는 데 매우 중요한 자료로서 역사적, 학술적 가치도 있다. 또한 간독류는 예술적 가치도 있다. 따라서 전라남도 유형문화재로 지정하여 보존할 가치를 지닌다.

## 같이 보기
- 안방준
- 대계서원

## 참고 자료
- 보성 은봉종택과 대계서원 고문서 일괄 - 국가유산청 국가유산포털